# 王占昌
王占昌（1927年4月—2011年8月13日），男，汉族，甘肃合水人，中华人民共和国政治人物，曾任中共甘肃省委常委、纪检委书记，甘肃省人大常委会副主任。